# Chlumčany (district de Plzeň-Sud)
Pour les articles homonymes, voir Chlumčany.
Chlumčany (en allemand : Klumtschan, précédemment : Chlumčan) est une commune du district de Plzeň-Sud, dans la région de Plzeň, en République tchèque. Sa population s'élevait à 2 390 habitants en 2022.

## Géographie
Chlumčany se trouve à 7 km au nord-nord-ouest du centre de Přeštice, à 13 km au sud-sud-ouest de Plzeň et à 95 km au sud-ouest de Prague.
La commune est limitée par Dobřany au nord-ouest, au nord et au nord-est, par Dolní Lukavice au sud-est, par Horní Lukavice au sud et par Dnešice au sud-ouest.

## Histoire
La première mention écrite de la localité date de 1379.

## Administration
La commune se compose de deux sections : 
- Hradčany
- Chlumčany.

## Galerie

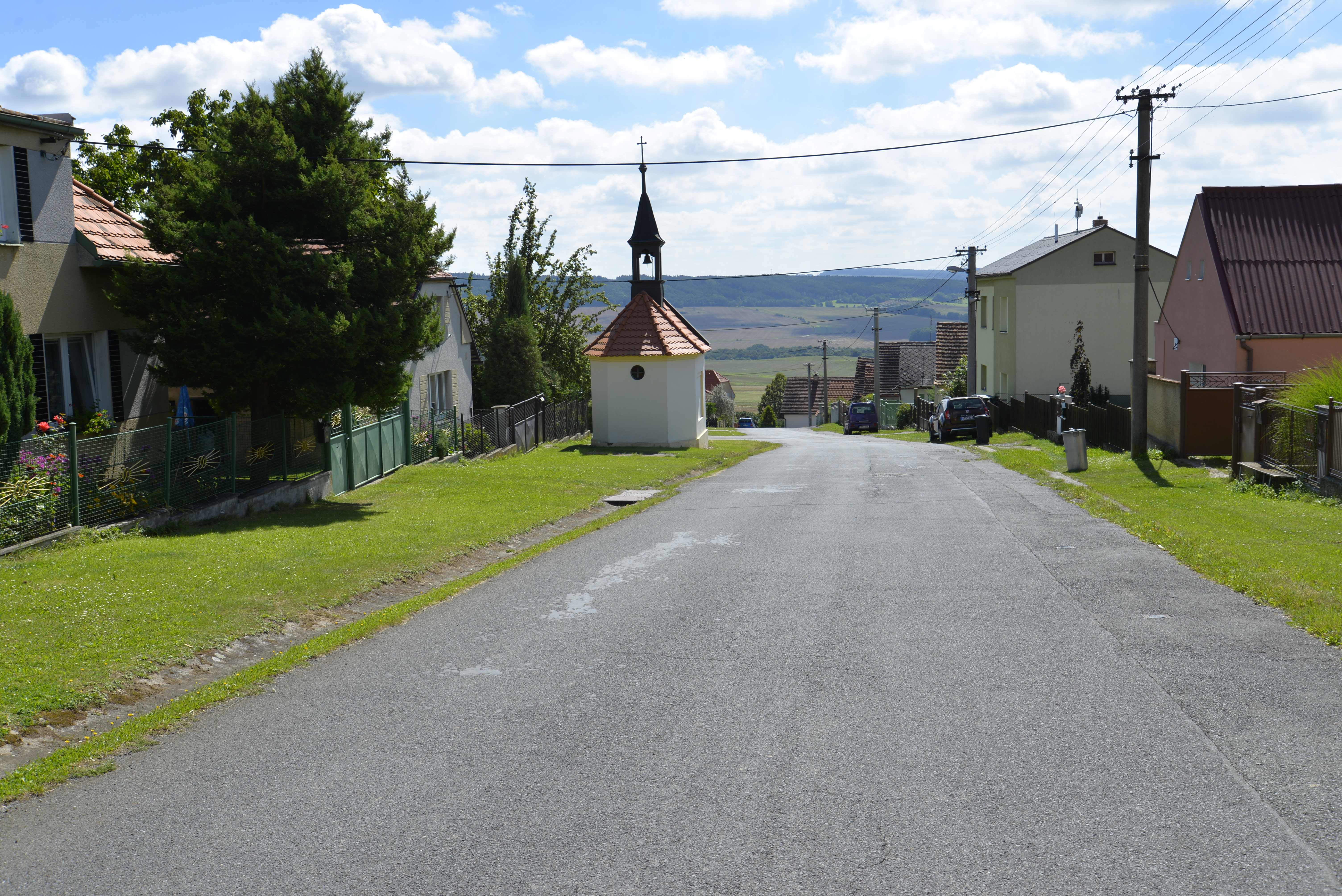
Hradčany.
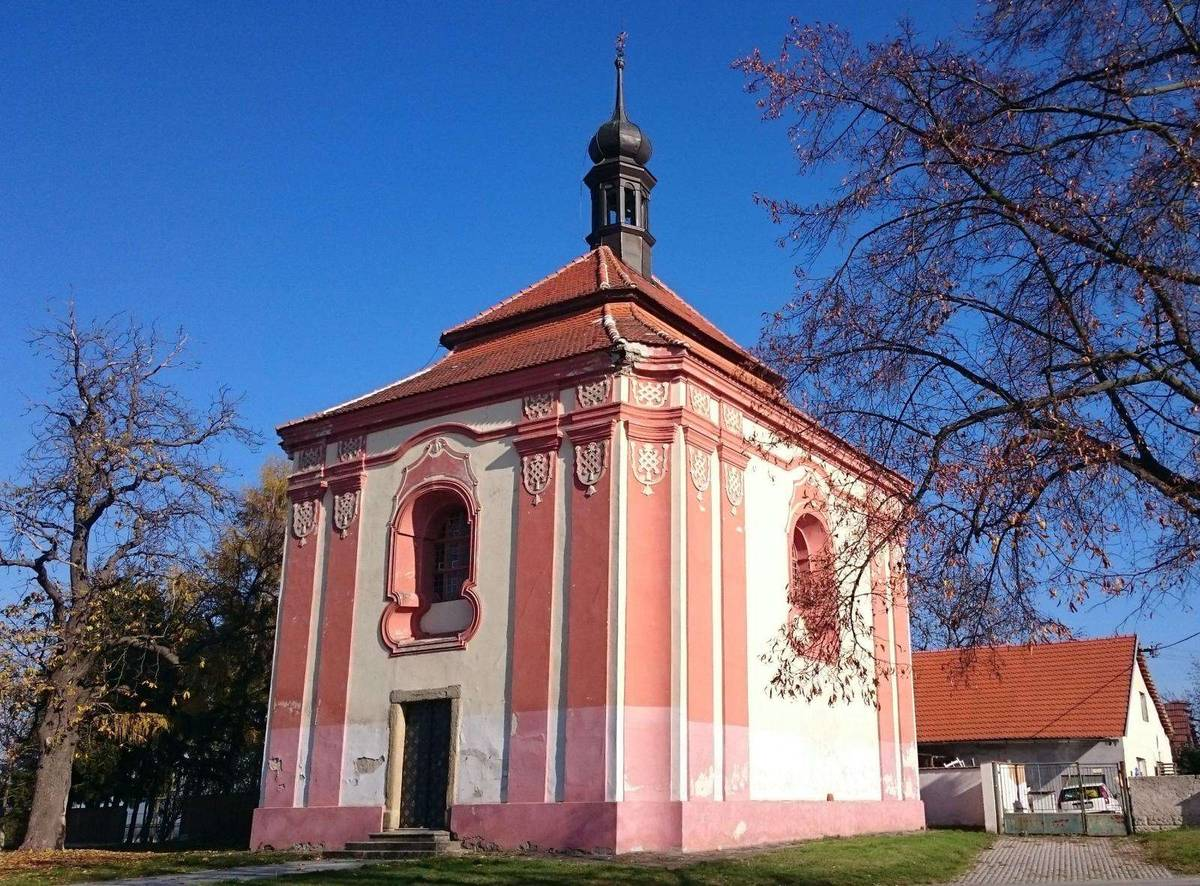
Chapelle à Chlumčany.

## Transports
Par la route, Chlumčany se trouve à 4 km de Dobřany, à 17 km de Plzeň et à 105 km de Prague. 